# Günter Meckenstock
Günter Albert Meckenstock (* 22. Januar 1948 in Wuppertal; † 10. Juli 2020) war ein evangelischer Theologe und Professor für Systematische Theologie sowie Direktor der Schleiermacher-Forschungsstelle der Theologischen Fakultät an der Christian-Albrechts-Universität zu Kiel.

## Leben
Günter Meckenstock studierte die Fächer Evangelische Theologie, Philosophie und Geschichte in Frankfurt am Main, Münster, Bonn, Göttingen, München und Kiel. 1973 legte er das erste theologische Examen in der Evangelisch-lutherischen Landeskirche Hannovers ab, ein Jahr darauf wurde er promoviert an der Georg-August-Universität Göttingen zum Doktor der Theologie. Von 1974 bis 1976 wirkte er als Vikar in Rotenburg (Wümme), von 1976 bis 1978 als Pastor in Osnabrück. In den Jahren 1979 bis 1981 nahm er einen Lehrauftrag an der Pädagogischen Hochschule Kiel wahr, 1983 wurde er promoviert an der Münchener Ludwig-Maximilians-Universität zum Doktor der Philosophie. 1986 erfolgte seine Habilitation im Fachgebiet Systematische Theologie in Kiel.
Von 1986 bis 1990 unterrichtete er als Privatdozent, von 1990 bis 1994 als außerordentlicher Professor an der Theologischen Fakultät der Christian-Albrechts-Universität zu Kiel. Ab 1994 war Günter Meckenstock Professor für Systematische Theologie und Direktor der Schleiermacher-Forschungsstelle der Theologischen Fakultät Kiel.
Ab 2004 war er Korrespondierendes Mitglied der Akademie der Wissenschaften zu Göttingen. Er war Mitherausgeber der Kritischen Gesamtausgabe der Werke Friedrich Schleiermachers.
Er lebte zuletzt in Naumburg (Saale).

## Schriften
- Das Schema der Fünffachheit in J. G. Fichtes Schriften der Jahre 1804–1806. Göttingen, 1974.
- Vernünftige Einheit: Eine Untersuchung zur Wissenschaftslehre Fichtes. Frankfurt am Main, 1983, ISBN 3-8204-5264-8.
- Deterministische Ethik und kritische Theologie. Berlin, 1988, ISBN 3-11-011155-1.
- Wirtschaftsethik. Berlin, 1997, ISBN 3-11-015559-1.
- Das Christentum. Werden im Konflikt. Selbstwahrnehmung für das Gespräch der Religionen, Berlin, 2008, ISBN 978-3-11-019123-3.